# Cascada Livingstone
Livingstone Falls — numită de exploratorul David Livingstone - este o succesiune de praguri enorme pe cursul inferior al râului Congo în partea de vest a Africa.

## Descriere
Cascada Livingstone (engleză Livingstone Falls) constă într-o serie de praguri cu cădere de 900 de metri pe o distanță de 350 km. Ele se încheie cu Matadi, în Bas-Congo. Râul Congo este pe locul doi ca debit, după Amazon, care nu are nici o cascadă (excepție fiind zona de lângă izvoare). Cel mai mic prag din Livingstone Falls este cea mai mare cascada din lume la debit. Un aspect interesant al cascadei lungi de 350 km este lățimea canalului. Canalul este foarte îngust: în mai multe porțiuni lățimea canalului este mai mică de 300 de metri și în cele mai multe locuri lățimea canalului este mai mică de 800 de metri. Acesta este un canal extraordinar, deoarece debitul râului depășește de obicei 42000 de metri cubi pe secundă, el având o lățime foarte mică.